# Arirang
Arirang (kor. 아리랑) – prawdopodobnie najbardziej popularna i znana ludowa piosenka koreańska, tak w Korei, jak i poza jej granicami.
W 2012 roku Arirang, liryczna pieśń ludowa w Korei Południowej, a w 2014 roku ludowa pieśń Arirang w Koreańskiej Republice Ludowo-Demokratycznej została wpisana na listę niematerialnego dziedzictwa UNESCO.

## Geneza tytułu
Wiele wersji tej piosenki opisuje męczarnie podmiotu utworu, jakie doznaje podczas przeprawy przez przełęcz górską. „Arirang” jest jedną z nazw przełęczy i stąd tytuł. Niektóre wersje wspominają Mungyeong Saejae, które jest główną przełęczą górską dawnej drogi dynastii Joseon pomiędzy Seulem a prowincją Gyeongsang
W samej Korei istnieje wiele przejść górskich nazywanych „przełęczą Arirang”. Jedno z nich to przejście pomiędzy wzgórzami północno-zachodniej i środkowej części Seulu, które jednakże wcześniej nazywało się przejściem Jeongneung. Nazwę zmieniono w 1926 roku dla uczczenia powstania filmu „Arirang”.

## Warianty piosenki
Istnieje wiele wersji Arirang i są one podzielone na klasy w zależności od tekstu, położenia refrenu, melodii i tym podobnych. Tytuły poszczególnych wersji zawierają zazwyczaj człon określający miejsce powstania.
Standardowa wersja nazywana jest zazwyczaj Arirang i powstała stosunkowo niedawno. Pierwszy raz użyto jej jako tytułową pieśń w filmie Arirang z 1926 roku. Czasami ta wersja zwana jest Bonjo (本調 „Standard”) Arirang, Sin (Shin; „New”) Arirang, lub Gyeonggi Arirang, ze względu na to, że powstała w Seulu, które było dawniej częścią prowincji Kyŏnggi. Tytułami Bonjo Arirang oraz Sin Arirang nazywa się czasami inne wersje piosenki.
Najsławniejsze wersje ludowe Arirang, znacznie starsze od wersji standardowej to:
- Jeongseon Arirang, z Chŏngsŏn-gun w prowincji Kangwŏn,
- Jindo Arirang z Chindo-gun w prowincji Chŏlla Południowa,
- Miryang Arirang z Miryang w prowincji Kyŏngsang Południowy.

## Refren
We wszystkich wersjach piosenki, refren i każdy z wersów są równej długości. W niektórych odmianach, między innymi w wersji standardowej i Jindo Arirang, refren poprzedza pierwszą zwrotkę, podczas gdy w pozostałych, np. Miryang Arirang jest odwrotnie. Prawdopodobnie najprostszym sposobem klasyfikacji wersji, oprócz melodii, która może się znacznie różnić pomiędzy odmianami, są słowa refrenu. W wersji standardowej i kilku innych, w pierwszej linii refrenu są słowa: „Arirang, Arirang, arariyo...”, podczas gdy w Jindo Arirang czy Miryang Arirang (które także różnią się znacznie między sobą w innych kwestiach), w pierwszej linii znajdują się słowa „Ari arirang, seuri seurirang...”.